# Тетфорд Мајнс (Квебек)
Тетфорд Мајнс (фр. Thetford Mines) је град у Канади у покрајини Квебек. Према резултатима пописа 2011. у граду је живело 25.709 становника.

## Становништво
Према резултатима пописа становништва из 2011. у граду је живело 25.709 становника, што је за 0,0% више у односу на попис из 2006. када је регистровано 25.704 житеља.
| 2006.  | 2011.  |
| ------ | ------ |
| 25.704 | 25.709 |